# Ramona Maier
Ramona Farcău-Maier (Zalău, 14 de julho de 1979) é uma handebolista romena.
Ela foi a artilheira da Olimpiada de Pequim 2008 com 56 gols, e foi incluida na seleção do campeonato.

## Clubes
- 1998–2006 –  HC Zalău
- 2006–atual –  CS Oltchim

## Conquistas

### Individuais
- 2008 – Artilheira das Olimpíadas de Pequim, com 56 gols;
- 2008 – Eleita para o "All-Star Team" das Olimpíadas de Pequim.

### Pela Seleção Romena
- 2005 – Medalha de prata no Campeonato Mundial.